# Oplegnathus fasciatus
Espèce
Oplegnathus fasciatus est une espèce de poisson de l'ordre des Perciformes et de la famille des Oplegnathidae.
Son nom japonais est ishidai (prononcé -daï).

## Description
Cette espèce peut mesurer jusqu'à 80 cm et peser jusqu'à 6,4 kg.

## Répartition et habitat
Cette espèce vit dans le nord-ouest de l'océan Pacifique, au Japon, en Corée, à Taïwan ainsi qu'à Hawaï.
Oplegnathus fasciatus vit dans les récifs rocheux côtiers et les jeunes vivent généralement dans des algues dérivantes.